# Joan Maria Pou
Joan Maria Pou (Barcelona, 18 de novembre de 1974) és un periodista esportiu català, que narra els partits del Barça a RAC 1 des del 2000 (El Barça juga a Rac1). Ha presentat els programes Primer toc i Tu diràs, aquest darrer des del 2007, substituint Jordi Basté, fins al 2011 quan deixà el programa per motius personals. El 2014, coïncidint amb la mort de la seva companya, la també periodista Tatiana Sisquella, funda el portal "Fot-li Pou", un espai de reflexió amb articles d'opinió de diferents autors que el 2020 es rebatejaria com a Diacrític.cat. A partir de la temporada 2015-2016 el periodista va fer un salt i va passar a presentar un programa d'actualitat a RAC 1 de les 20:30 hores a les 22:30 hores anomenat No ho sé, que va dirigir fins al 2017. A inicis del 2018 Pou presentà un programa a TV3 anomenat Cases d'algú, en el qual anava a visitar diferentes turistes als seus països natals. Fa les retransmissions de El Barça juga a Rac1, des de la fundació de l'emissora.
El 2010 va rebre el premi de Ràdio Associació de Catalunya al millor professional de ràdio per «avançar en la concepció d'espectacle de les transmissions esportives i coordinar un equip professional que ha sabut omplir d'emoció una temporada molt especial». Algunes de les seves narracions han estat molt recordades pels aficionats blaugranes, com el seu «Eto'o, Eto'o, comment tu t'appelles? Je m'appelle Samuel» de la final de la Lliga de Campions de la UEFA de 2006, o la celebració «ha marcat Messi, ha marcat Messi», de la final de la Lliga de Campions de la UEFA de 2009 quan l'argentí va marcar el segon gol del Futbol Club Barcelona. També és recordada la mítica celebració del gol d'Andrés Iniesta a Stamford Bridge en la semifinal de la Champions League la temporada 2008-2009 contra el Chelsea, on descriu al manxec com "Lo puto crac" i després li pregunta al seu company Roger Saperas «És Roma?» i en Saperas li respon «És Roma, Pou» referint-se al lloc on es jugarà la final que hi podrà participar el Futbol Club Barcelona gràcies a aquest gol. Ha escrit diversos articles a la premsa escrita (Diari Ara i Mundo Deportivo) i un llibre anomenat Avui patirem on parla de la seva relació amb el món barcelonista.